# 艾哈迈德·穆罕默迪
艾哈迈德·穆罕默迪（阿拉伯语：‎，1987年9月9日—）是埃及的職業足球運動員，司職右中場或右後衛，現效力於英超阿士東維拉。

## 榮譽
侯城
- 英格蘭足球冠軍聯賽 亞軍: 2012–13
- 英格蘭足總盃 亞軍: 2013–14

埃及
- 非洲國家盃: 2008, 2010

個人
- 侯城年度最佳球員: 2012–13

## 外部連結
- 足球数据库：Ahmed Elmohamady的球员统计数据
- Premier League profile （页面存档备份，存于）